# Amphisphaeria millepunctata
Amphisphaeria millepunctata är en svampart som först beskrevs av Karl Wilhelm Gottlieb Leopold Fuckel, och fick sitt nu gällande namn av Franz Petrak 1923. Amphisphaeria millepunctata ingår i släktet Amphisphaeria och familjen Amphisphaeriaceae.   Inga underarter finns listade i Catalogue of Life.